# Koru zászló
A Koru zászló Új-Zéland másodlagos zászlaja. 1983-ban Friedensreich Hundertwasser alkotta meg. Új-Zéland egyes lakosai szerint Új-Zéland zászlaja még a brit gyarmati korszakra emlékeztet és nem igazán képviseli az új-zélandi kultúrát, sőt a jelenlegi zászló úgy mutatja be az országot, mint a Brit Birodalom része. 
Mivel a fekete a maorik nemzeti színe, a zászló bal oldalán függőlegesen egy fekete csík helyezkedik el. A zászlón egy nagy zöld spirál van, ami a zászló teljes szélességében kezdődik és egy pontban ér véget a jobb oldalon, ez a csavarodó harasztot (maoriul koru) jelképezi, ami egy olyan maori minta, ami az új életet jelképezi. 

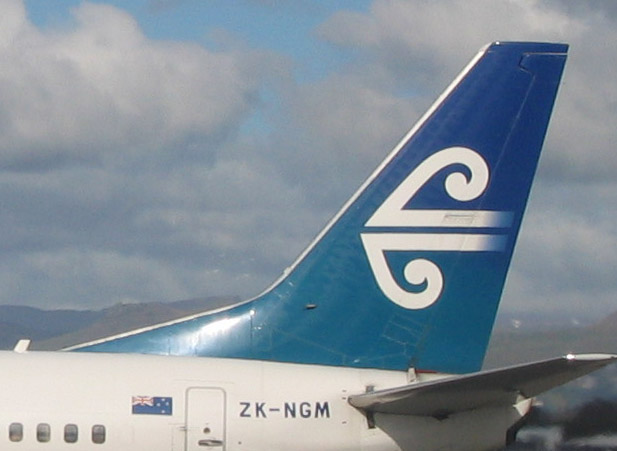
A haraszt-minta az új-zélandi légitársaság gépén

## Külső hivatkozások
- A site in support of the Koru Flag
- Place to find Hundertwasser's Koru Flags
- Proposals for a New Zealand Flag